# Topo Gigio no botan sensō
Topo Gigio no botan sensō (トッポ・ジージョのボタン戦争?, Toppo Jījo no botan sensō, lett. "La guerra dei bottoni di Topo Gigio"), conosciuto anche col titolo Topo Gigio - La guerra del missile o Topo Gigio e la guerra del missile, è un film del 1967 diretto da Kon Ichikawa. Il film è stato presentato alla 28ª Mostra internazionale d'arte cinematografica di Venezia.
Seppur sia conosciuto anche col titolo alternativo in italiano e alla produzione abbia partecipato Maria Perego (creatrice e animatrice del personaggio di Topo Gigio), il film è nato per iniziativa di Ichikawa ed è di produzione giapponese. Non è mai stato distribuito in Italia.

## Trama
Un incidente d'auto guidata da un uomo con i calzini verdi, sveglia Topo Gigio che vede la sua casa messa a soqquadro e decide di metterla in ordine prima di tornare a dormire. Si accorge però che il soffione della doccia è rotto e visto che non riesce ad arrivarci usa una scaletta. Proprio però quando guarda più da vicino un forte getto d'acqua gli arriva in faccia facendolo cadere. Allora il topo va dietro ad un separé per levarsi la vestaglia fradicia. Quando ha finito di vestirsi (con una maglietta leggermente piccola) torna a letto. Ad ostacolare il sonno del topo ora però c'è il pensiero che non sì è lavato i denti, così se li lava e si mette sotto alle coperte. Ora si vede un uomo vestito di nero con dei calzini rossi che chiede un accendino ad un vigile, lui glielo da, e la sigaretta (che in realtà è dinamite) esplode in faccia all'agente. Il rumore sveglia nuovamente Gigio che deve anche combattere contro due fastidiose pulci. Liberatosi delle pulci, si accorge che non riesce a dormire così se ne va in giro per la città e vede tutti gli altri amici di Calzini Rossi: Calzini Gialli che prende a calci la gente, Calzini Blu che seppellisce i cadaveri, Calzini Viola che scrive PACE su una vetrina e la rompe con un masso quando il proprietario si arrabbia.
Per tutto questo trambusto La Gang dei Calzini Arcobaleno (che sono in realtà spie straniere) vengono arrestati, e rinchiusi tutti insieme in una cella (assieme a Calzini Verdi [colui che guidava la macchina a inizio film]) con cui parlano al loro capo con degli apparecchi da spia, per parlargli del loro piano: rubare una scatola di bottoni che può azionare tutte le bombe del mondo, nascosta in una cassaforte lì vicino. D'altro canto il loro capo parla con loro attraverso una banana gadget. Il Capo spiega che devono mettere delle sagome di cartone per confondere le guardie ed andare sottoterra per fuggire. Nel frattempo Gigio vaga da solo per la città, incontrando un gentile Palloncino Rosso, che vuole fare amicizia, di cui si innamora. La Gang dei Calzini Arcobaleno è fuggita e parte in un'auto scura, verso il magazzino in cui si trova la cassaforte in cui è nascosta la scatola dei bottoni. Sfortunatamente il filo di Palloncino Rosso (che finora stava con Gigio) si incastra nel portabagagli dell'auto e per salvare il suo innamorato Topo Gigio si butta su di lui, venendo trascinato a sua volta. Alla fine si ritrovano insieme alla Gang davanti alla cassaforte, che stanno per aprire il portone blindato facendola esplodere (cosa che viene fermata da Gigio che morde il filo degli esplosivi), mentre ascolano il loro capo, che stavolta parla attraverso un sedano.
La polizia arriva finalmente (visto che Gigio li aveva chiamati per ben due volte) facendo scoppiare tanti spari. Anche Gigio fa la sua parte, mordendo, accecando e fermando la Gang e i proiettili. Alla fine i Calzini vengono arrestati e Gigio dice di essere affamato, chiedendo educatamente un pezzo di formaggio. Cercando l'attenzione degli agenti sale sulla scatola dei bottoni esplosivi e quelli pensando che ne poteva schiacciare qualcuno (facendo esplodere qualche bomba) lo buttano a terra, e per sbaglio schiacciano Palloncino Rosso facendolo esplodere. Gigio è triste per l'esplosione del suo innamorato e inizia piangere rimanendo solo, sporco, piangente e pieno di lividi. Poi arrivano i titoli di coda con un sole disegnato ed infine una canzone di Gigio sotto la doccia, mesi dopo i fatti accaduti nel film, dove si vede che ha finalmente ritrovato il sorriso mentre canta la canzone che aveva cantato a Palloncino la prima volta che si erano incontrati, coperto da una tenda fatta dalla plastica del suo amato ormai esploso.